# Oedenoderus
Oedenoderus is een kevergeslacht uit de familie van de boktorren (Cerambycidae). De wetenschappelijke naam van het geslacht werd voor het eerst geldig gepubliceerd in 1858 door Chevrolat.

## Soorten
Oedenoderus omvat de volgende soorten:
- Oedenoderus pupa Chevrolat, 1858
- Oedenoderus sphaericollis Chevrolat, 1855